# Porobnica włochatka
Porobnica włochatka, porobnica wiosenna (Anthophora plumipes) – gatunek pszczoły z rodziny pszczołowatych. 
Przysadzista, gęsto owłosiona pszczoła, sylwetką nieco przypominająca trzmiele. Samice występują w dwóch formach – czarno owłosionej ze złotymi szczoteczkami na tylnych nogach oraz jaśniejszej, szarobrązowej. Samce mają żółtą twarz i długie włoski na stopach środkowej pary nóg. 
Gatunek wiosenny, pojawia się w marcu-kwietniu i lata do czerwca. W Polsce jest często spotykanym gatunkiem. Nie jest wyspecjalizowana pokarmowo. Chętnie odwiedza kwiaty takich gatunków jak dąbrówka rozłogowa, bluszczyk kurdybanek, jasnoty, miodunki, żywokost lekarski, kokorycz pełna i wiele innych (łącznie stwierdzono jej żerowanie na kwiatach prawie 90 gatunków roślin). Porobnica włochatka należy do gatunków, które potrafią podwyższać temperaturę ciała, dzięki czemu są w stanie startować do lotu przy stosunkowo niskich temperaturach powietrza. Podobne zdolności mają m.in. trzmiele.
Porobnica włochatka gniazduje w ziemi, samodzielnie drążąc w niej kanały. Do zmiękczania ziemi, z której buduje gniazdo, używa przynoszonej przez siebie wody. Chętnie gniazduje w stromych skarpach, a także w glinianych ścianach starych budynków. Rzadziej może gniazdować na płaskim, poziomym gruncie, np. w doniczkach wypełnionych ziemią. Jest gatunkiem samotnym, ale tworzy kolonie gniazdowe. Z myślą o niej w hotelach dla owadów instaluje się ponakłuwane gliniane bloki. Jest efektywnym zapylaczem, ma znaczenie między innymi w zapylaniu roślin uprawnych.

Porobnica włochatka jest objęta częściową ochroną gatunkową w myśl rozporządzenia Ministra Środowiska z dnia 16 grudnia 2016 r. w sprawie ochrony gatunkowej zwierząt.

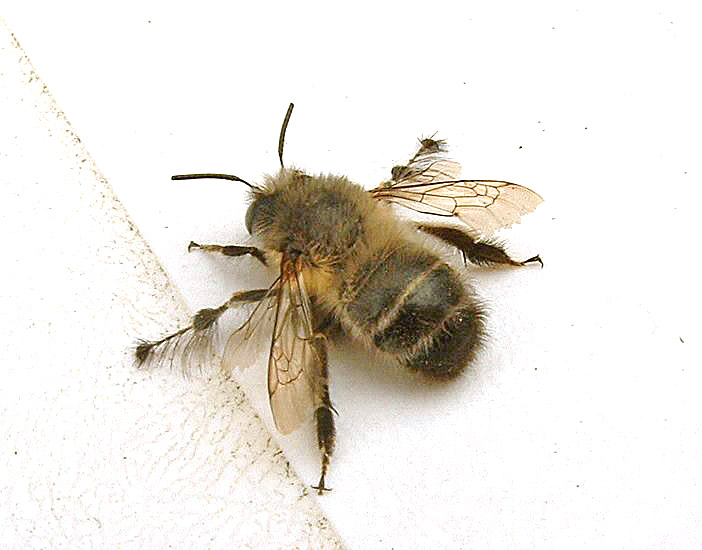
Samiec porobnicy włochatki. Widoczne charakterystyczne dla gatunku włoski na środkowej parze odnóży.
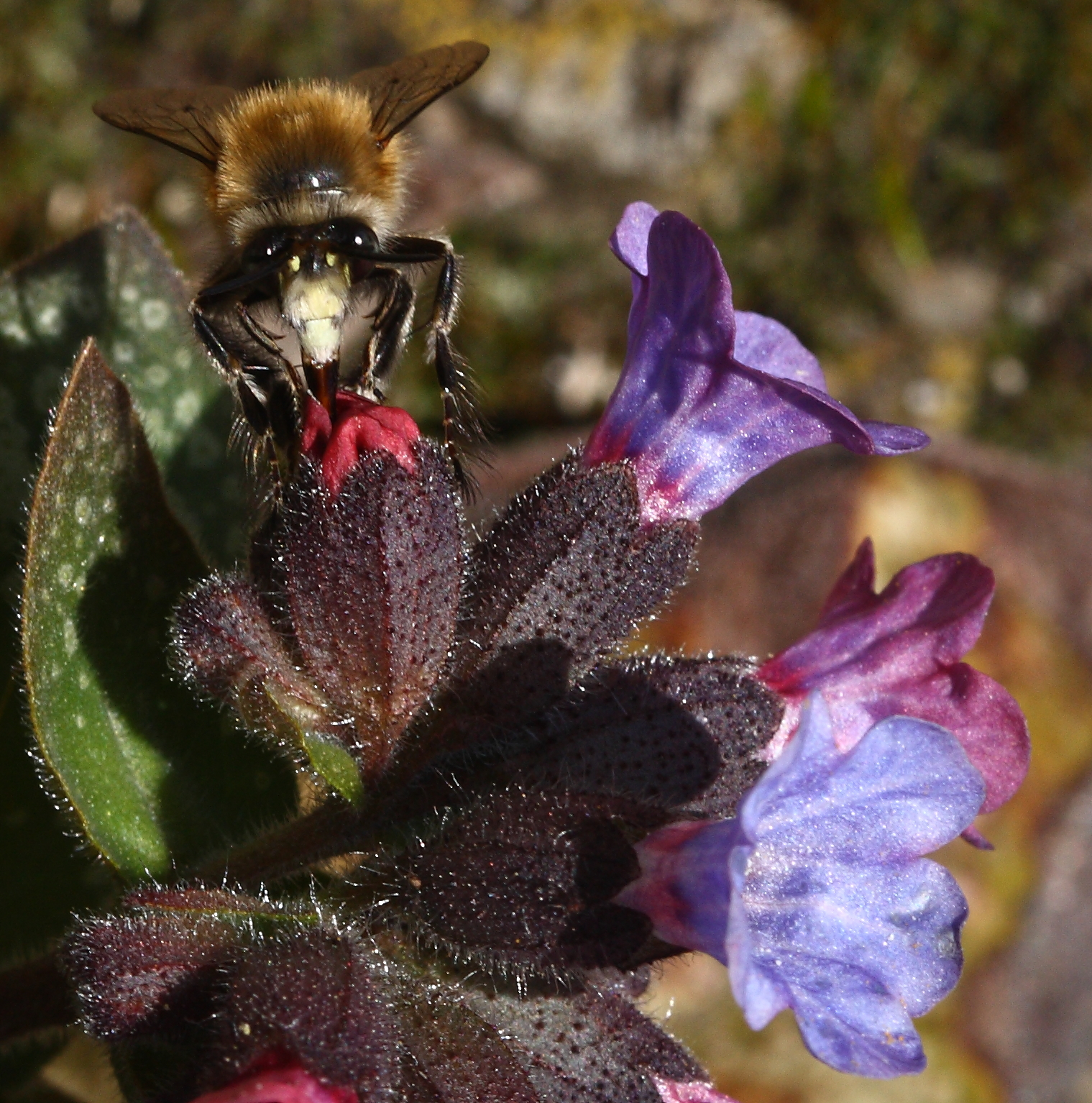
Miodunka należy do ulubionych roślin porobnicy włochatki
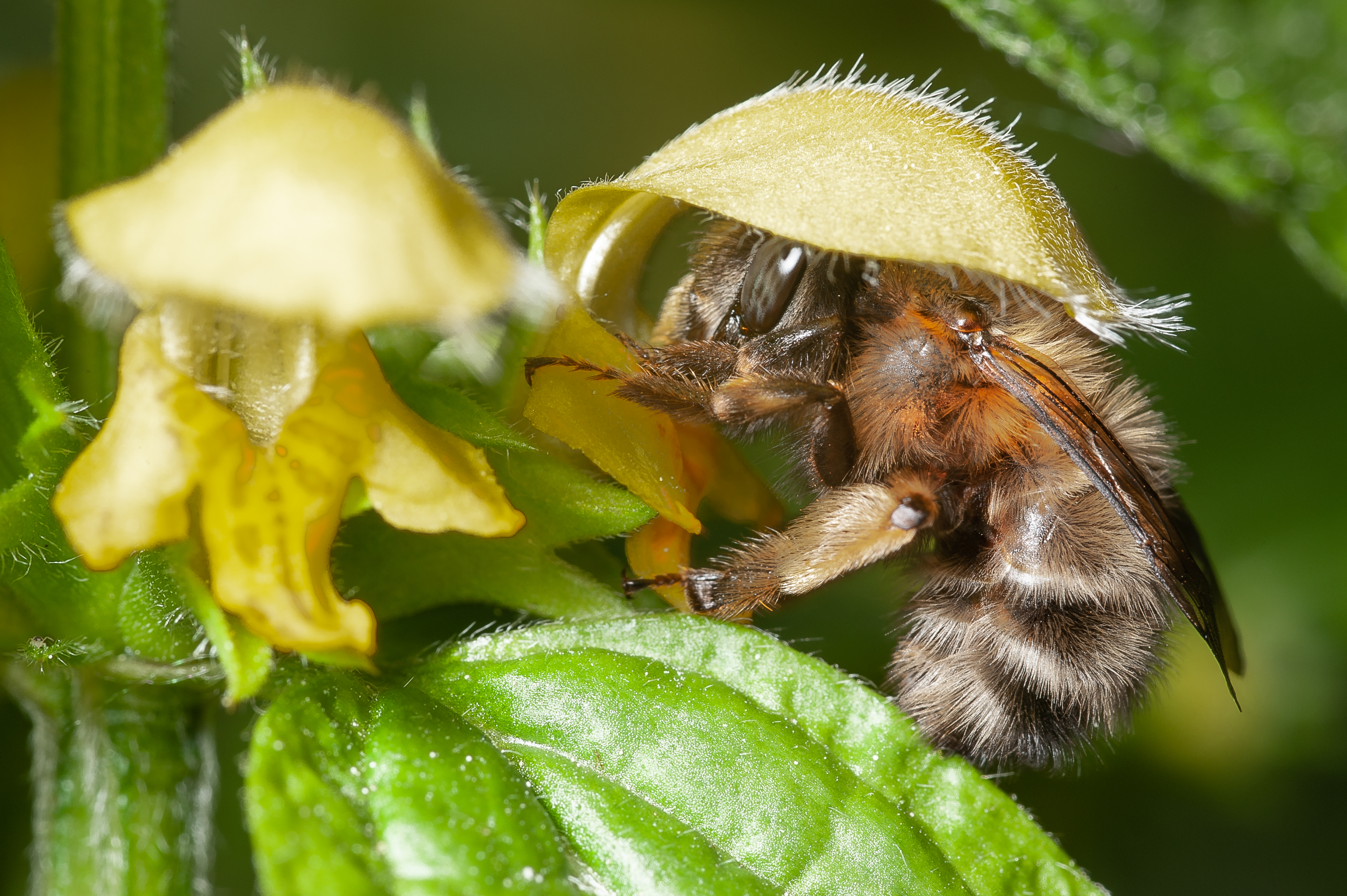
Samica jasnej odmiany barwnej